# Olsztyn
Olsztyn ([ˈɔlʃtɨn] anhörenⓘ) (deutsch Allenstein) ist die Hauptstadt der polnischen Woiwodschaft Ermland-Masuren.

## Geographie

### Lage
Die Stadt liegt am Fluss Łyna (Alle) im historischen Ermland, 125 Meter über dem Meeresspiegel am Übergang vom Ermland zum Oberland. Olsztyn liegt etwa 80 Kilometer südöstlich von Elbląg (Elbing), 100 Kilometer südlich von Kaliningrad (Königsberg) und 140 Kilometer südöstlich von Danzig (Gdańsk).
Die umgebende hügelige Landschaft ist von der Masurischen Seenplatte und ausgedehnten Wäldern geprägt. Der Okullsee ist Teil der Stadt Allenstein.

### Stadtgliederung
Die Stadt Olsztyn gliedert sich in 23 Stadtteile, zu denen 17 Ortschaften gehören:

#### Stadtteile
- Brzeziny
- Dajtki (Deuthen)
- Generałów
- Grunwaldzkie
- Gutkowo (Göttkendorf)
- Jaroty (Jomendorf)
- Kętrzyńskiego
- Kormoran
- Kortowo (Kortau)
- Kościuszki
- Likusy (Lykusen/Likusen)
- Mazurskie
- Nad Jeziorem Długim
- Nagórki (Bergenthal)
- Pieczewo (Stolzenberg)
- Podgrodzie

Stadtteilplan Olsztyn

- Podleśna („Allensteiner Stadtwald“)
- Pojezierze
- Redykajny (Redigkainen)
- Śródmieście („Innenstadt“)
- Wojska Polskiego
- Zatorze
- Zielona Górka (Grünberg)

#### Ortschaften
- Jakubowo (Jakobsberg)
- Karolin
- Kolonia Jaroty
- Kortowo II
- Łupstych (Abstich)
- Mleczna
- Niedźwiedź (Bärenbruch)
- Piękna Góra (Gut Stolzenberg)
- Podlesie
- Pozorty (Posorten)
- Skarbówka Poszmanówka
- Słoneczny Stok
- Stare Kieźliny
- Stare Miasto („Altstadt“)
- Stare Zalbki
- Stary Dwór (Althof)
- Track (Trautzig)

Außerdem: Zacisze, Tęczowy Las

## Geschichte

### Vom 14. Jahrhundert bis 1945

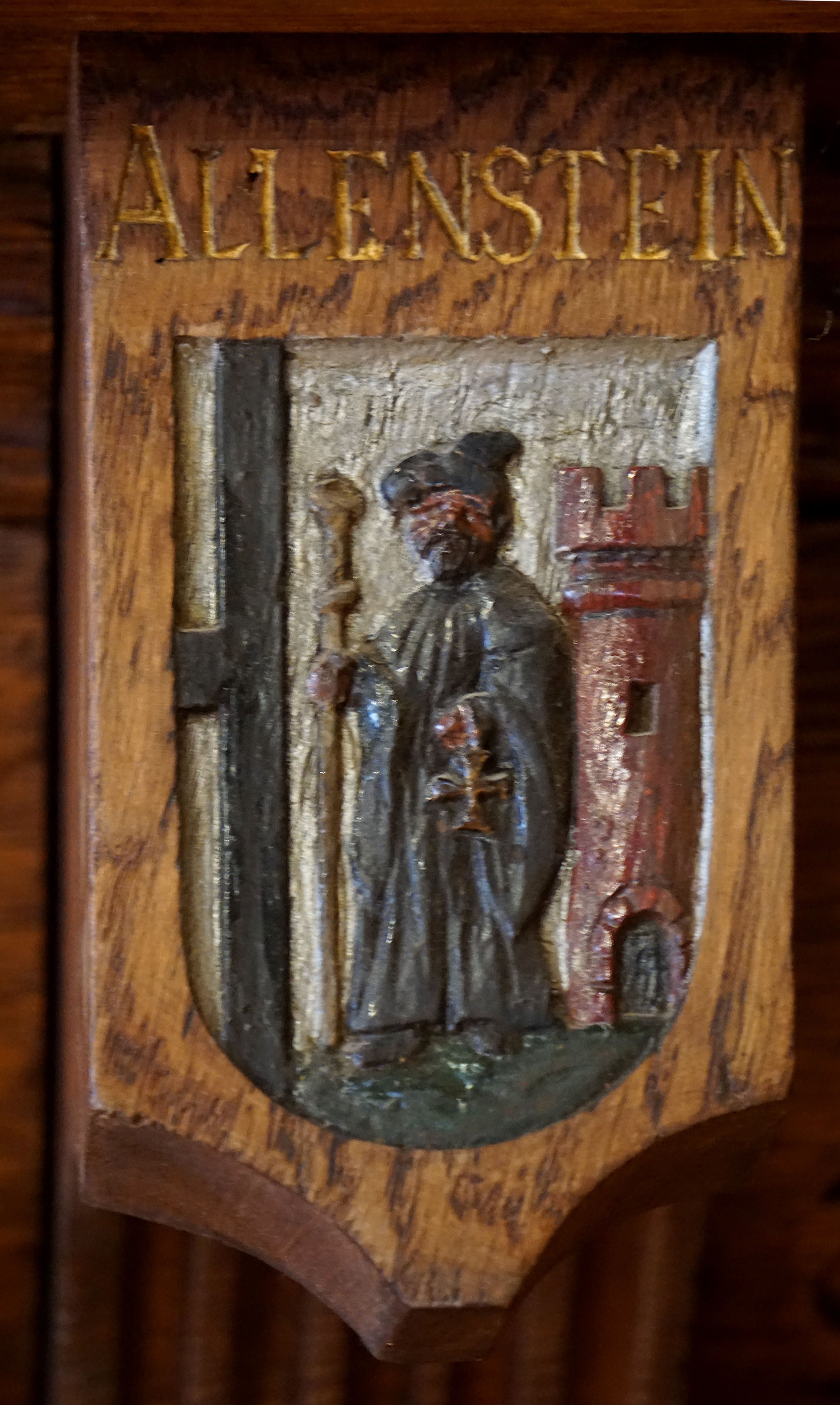
Wappen von Allenstein im Plenarsaal des altstädtischen Rathauses in Danzig

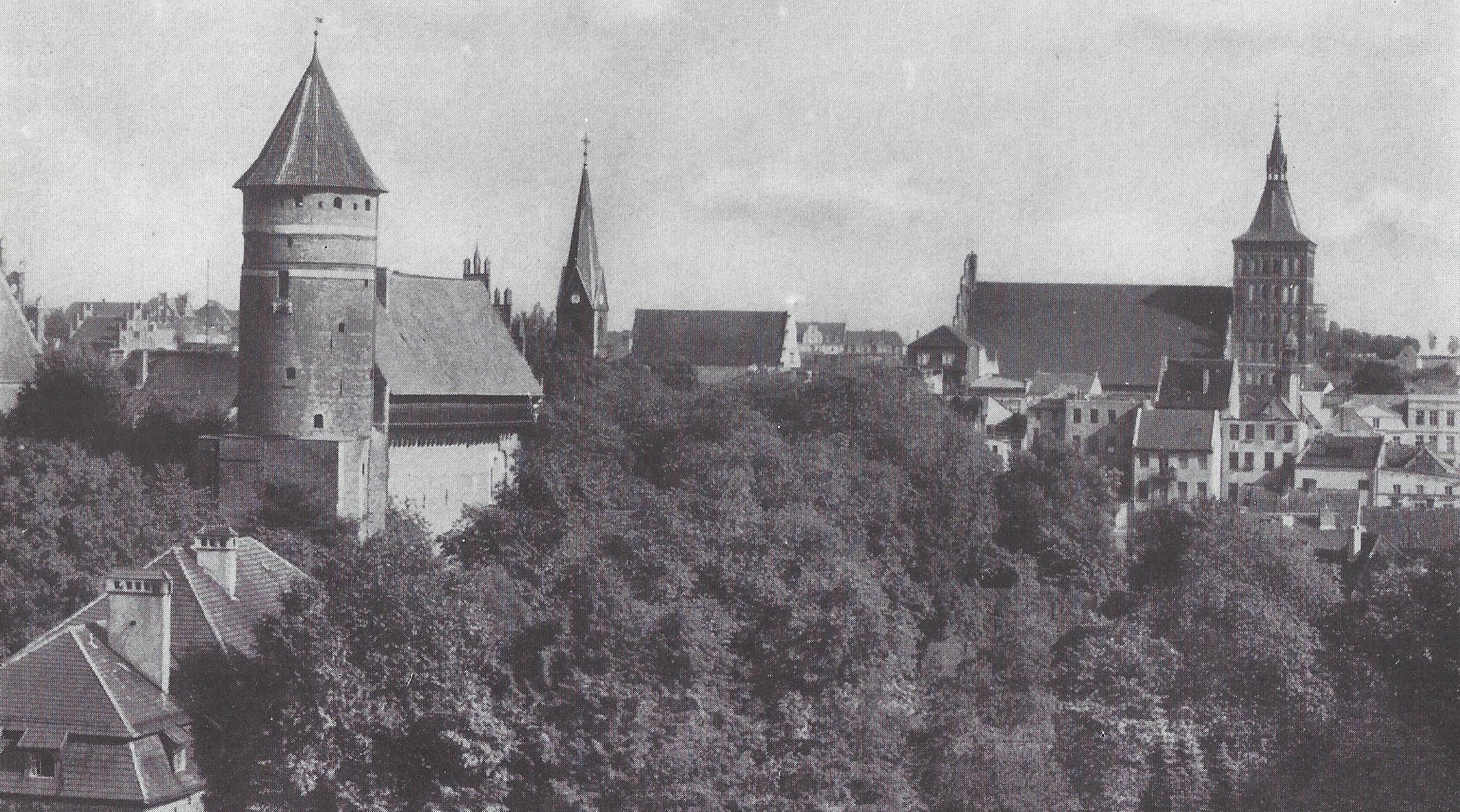
Burg und St.-Jacobi-Kirche

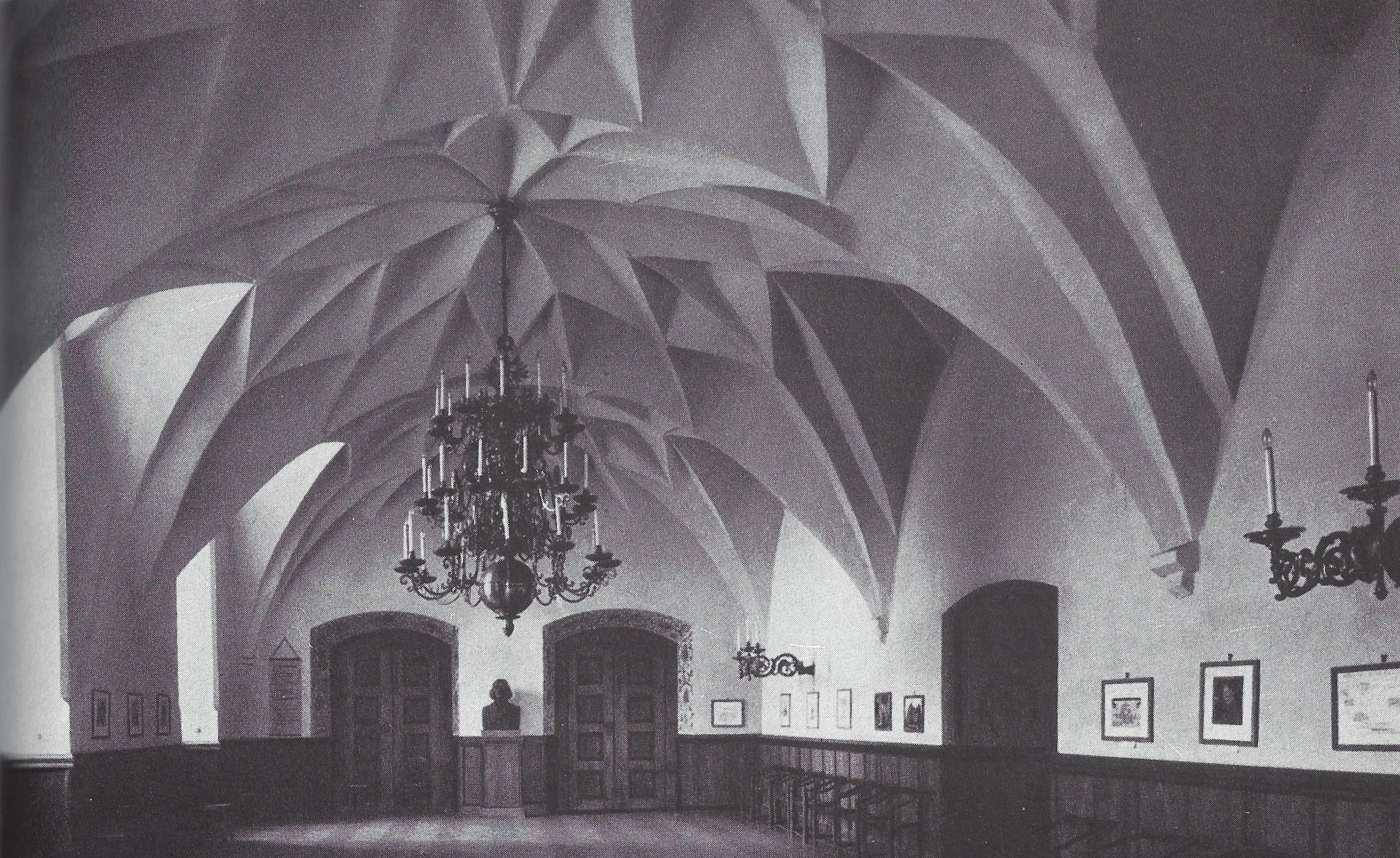
Gewölbesaal im Schloss

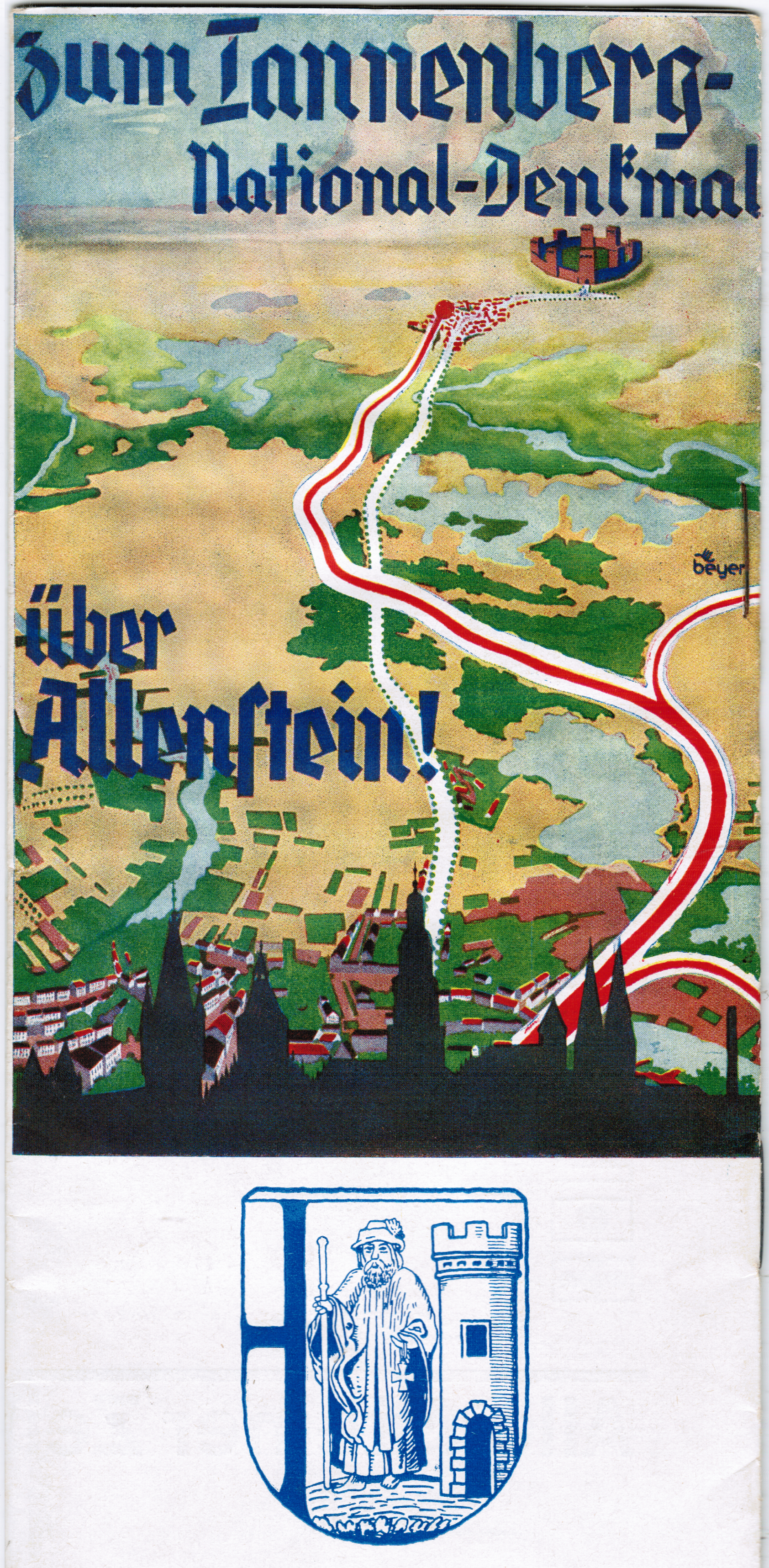
Zeitgenössisches Reiseprospekt der Stadt mit dem Tannenberg-Nationaldenkmal, 1930er Jahre

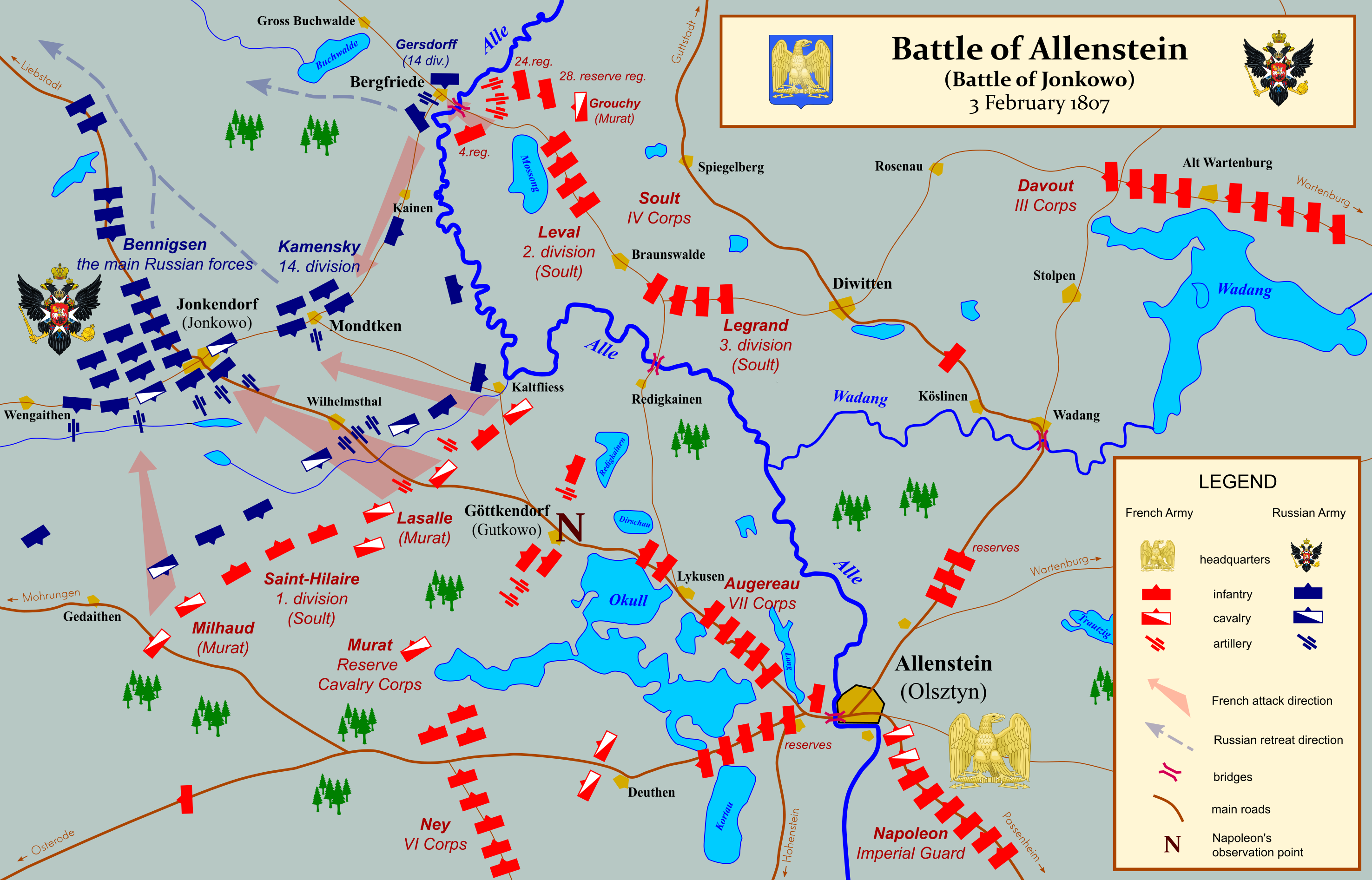
Schlacht bei Allenstein, 3. Februar 1807

Die Stadt wurde am 31. Oktober 1353 unter dem Namen Allensteyn am Fluss Alne/Alle (prußisch alna ‚fließen‘) im preußischen Ermland vom ermländischen Domkapitel auf dessen Gebiet gegründet. Zum ersten Schultheißen der Stadt wurde Johannes von Leysen bestellt. Die Stadtgründung erfolgte im Schutz einer bereits im Aufbau (erste Bauetappe 1346 bis 1353) befindlichen Burg des Domkapitels.
Die Allensteiner Burg war Sitz eines Verwalters des ermländischen Domkapitels und Hauptort eines der drei Kammerämter, die dem Kapitel unterstanden und zusammen mit den bischöflichen Kammerämtern das Hochstift Ermland bildeten, das als weltliches Herrschaftsgebiet dem Bischof und dem Kapitel bei der Gründung der vier preußischen Bistümer 1245 zugestanden wurde.
Im Jahr 1455 wurde Schloss Allenstein von dem Söldnerhauptmann Ritter Georg von Schlieben eingenommen.
In den Jahren 1516 bis 1519 bekleidete das Amt des Administrators der Neffe und Pflegesohn des ermländischen Bischofs Lucas Watzenrode, der als Astronom bekanntgewordene ermländische Domherr Nikolaus Kopernikus. Kopernikus wohnte während dieser Zeit auf der Burg Allenstein. Als Zeugnis erhielt sich dort bis heute eine auf dem Putz des Kreuzgangs der Burg gemalte astronomische Tafel zur Berechnung des Aequinoctiums. Zur Zeit des Krieges zwischen Polen und dem letzten Deutschordenshochmeister in Preußen Albrecht von Hohenzollern ging er nach Frauenburg zurück, wurde aber im Herbst des Jahres 1520 wieder nach Allenstein berufen. Der Archdiakon Bernhard Sculteti unterstützte Kopernikus mit Geschützen und Proviant, damit Schloss Allenstein in voller Unabhängigkeit von Polen selbständig behauptet werden konnte. Es wurde auch nicht angegriffen und ein Waffenstillstand wurde am 7. April 1521 geschlossen. Aufgrund seiner erfolgreichen Verteidigung wurde Kopernikus zum Kommissar des Ermlands ernannt und mit dem Wiederaufbau beauftragt. Tiedemann Giese, der spätere Bischof von Ermland, war sein Assistent.
Im Rahmen der Ersten Polnischen Teilung von 1772 kam die Stadt als Teil des Ermlandes zum Königreich Preußen. Von 1818 bis 1910 gehörte sie dem Landkreis Allenstein an und wurde dann kreisfreie Stadt im Regierungsbezirk Allenstein. 1905 wurde sie Sitz des Regierungsbezirks Allenstein. Weitere Regierungsbezirke waren Königsberg und Gumbinnen.
Allenstein wurde 1893 an das Bahnnetz angeschlossen.
1877 wurde eine Synagoge errichtet. Am Anfang des 20. Jahrhunderts hatte Allenstein eine evangelische Kirche, zwei katholische Kirchen, ein altes Schloss, ein Gymnasium, eine Realschule und verschiedene Produktions- und Fabrikationsbetriebe.
Der Friedensvertrag von Versailles bestimmte nach dem Ersten Weltkrieg die Durchführung einer Volksabstimmung im Abstimmungsgebiet Allenstein über den Verbleib bei Deutschland oder einen Anschluss an Polen. In der Stadt Allenstein entfielen auf Ostpreußen 16.740 Stimmen und auf Polen 340, womit die Stadt bei Deutschland blieb.
Die jüdische Gemeinde Allensteins wurde in der Zeit des Nationalsozialismus drangsaliert. Die Synagoge wurde während der Novemberpogrome 1938 niedergebrannt. Die meisten, die nicht emigrieren konnten oder wollten, wurden ab 1942 in ein Vernichtungslager deportiert und dort ermordet. Das letzte nicht zerstörte architektonische Zeugnis jüdischen Lebens in Allenstein ist das Taharahaus Bet Tahara.

### 1945 und danach

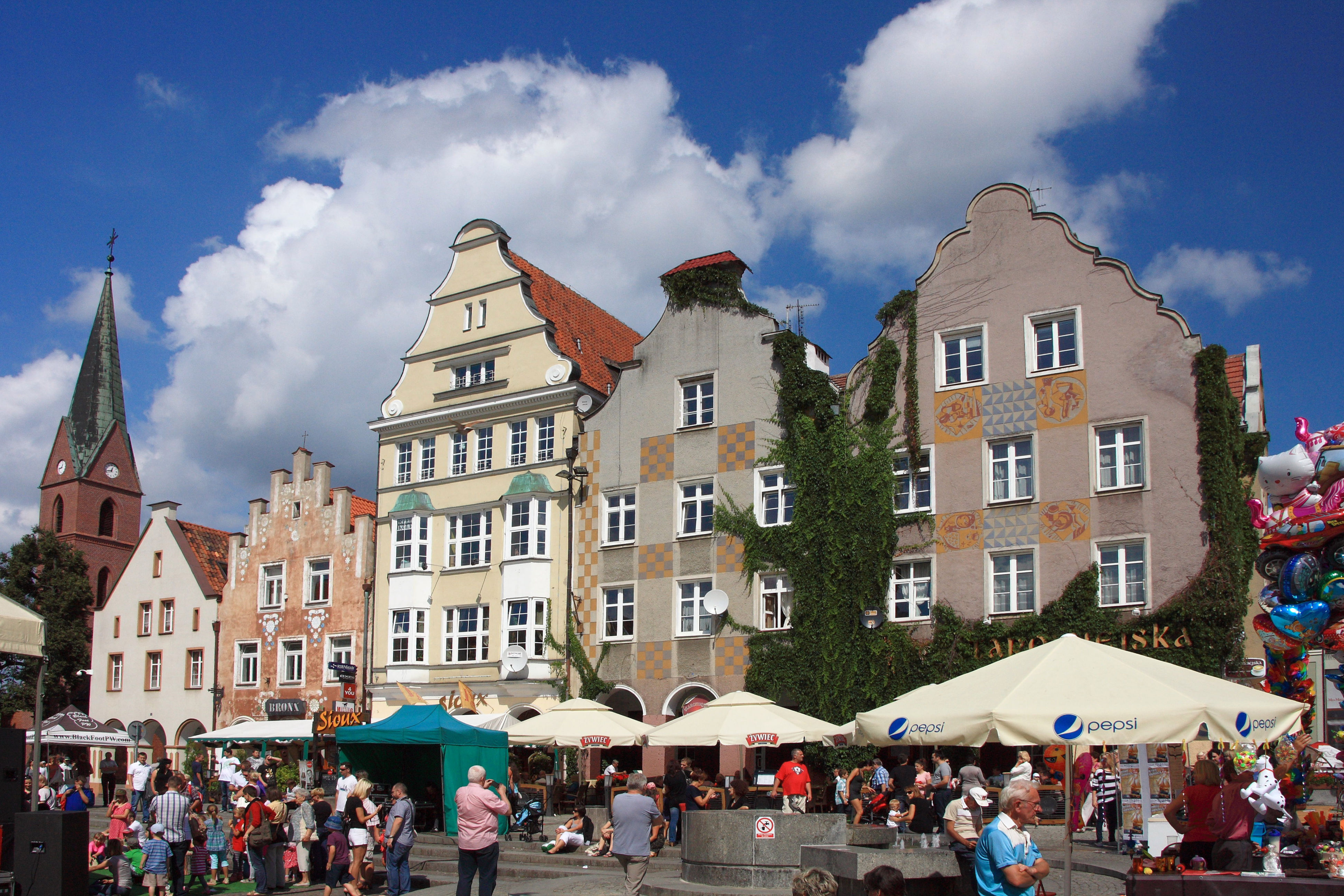
Volksfest auf dem Marktplatz (2011)

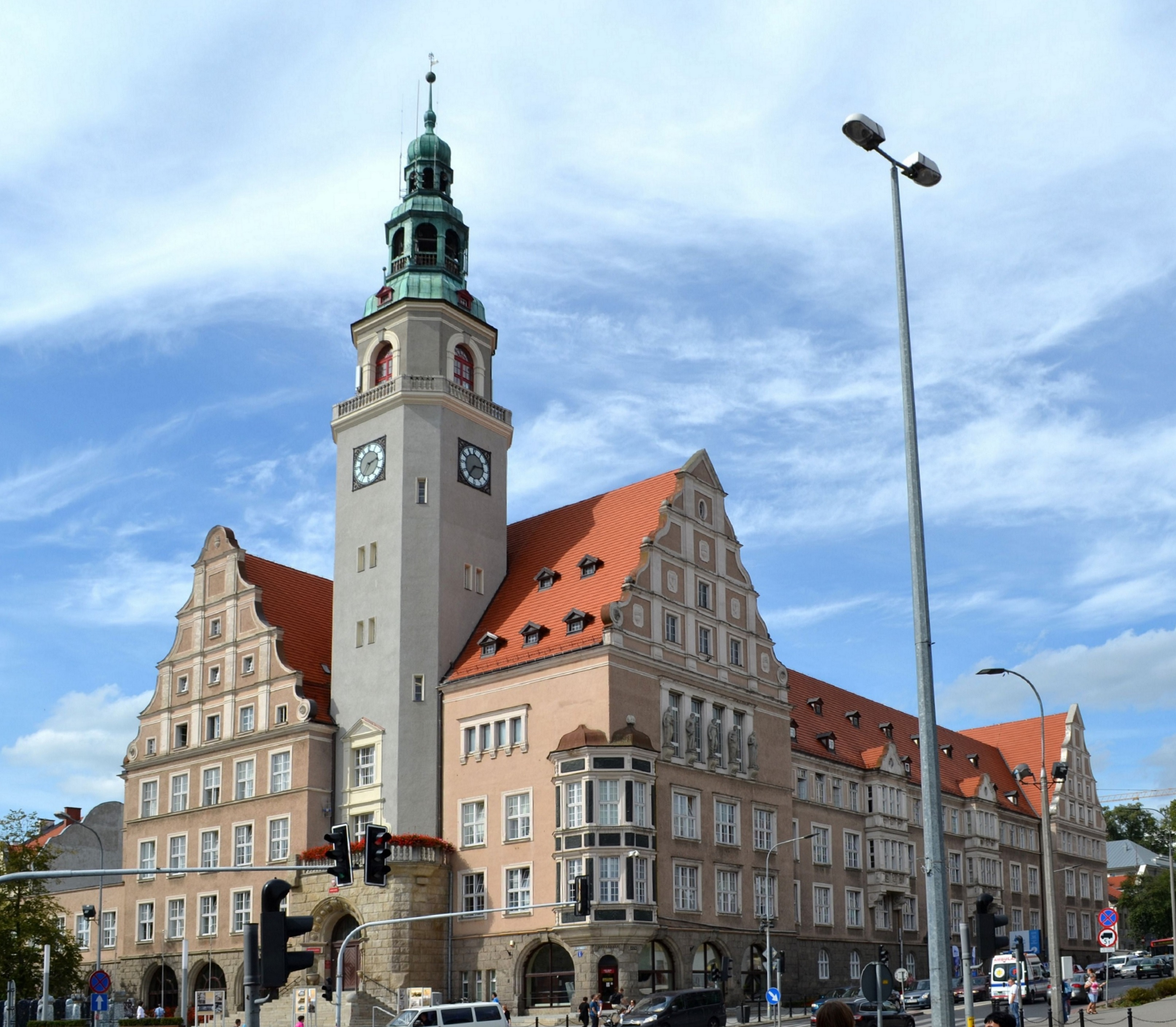
Rathaus

Gegen Ende des Zweiten Weltkriegs wurde die Stadt im Januar 1945 Kriegsschauplatz. Die Zivilbevölkerung wurde bis kurz vor Einmarsch der Roten Armee zum Durchhalten aufgefordert. Der Landrat Horst-Günter Benkmann rief aber eigenverantwortlich rechtzeitig zur Flucht auf und rettete so tausenden Ostpreußen das Leben. Am 22. Januar 1945 eroberte die Rote Armee Allenstein. Dabei kam es zu Ausschreitungen sowjetischer Soldaten gegenüber der Zivilbevölkerung. Laut Augenzeugenberichten begingen Rotarmisten der 5. und 6. Division des 3. Kavallerie-Garde-Korps Gewaltexzesse und ermordeten in der zum Feldlazarett umfunktionierten Provinzial-Heil- und Pflegeanstalt Kortau alle Lazarett-Patienten und das Personal. Dort wurden bei Bauarbeiten in den 1950er Jahren mehrere kleinere und größere Massengräber entdeckt; eines von ihnen barg 227 Leichen. Bis März 1945 wurden in Allenstein durch Brandstiftung 1040 Häuser zerstört.
Ende März 1945 stellte die Rote Armee Allenstein zusammen mit der südlichen Hälfte Ostpreußens unter die Verwaltung der Volksrepublik Polen. Weil Polen nur zögernd einwanderten, ordnete der Regierungsbevollmächtigte Jakub Prawin im Juni 1945 die Verbringung der Stadtbevölkerung auf ländliche Güter an. Kurz darauf begann die „äußerst brutale[e] Aussiedlung“ der in der Stadt zu Aufräumungsarbeiten zurückgebliebenen Deutschen. Der polnische Ortsname Olsztyn wurde offiziell. Die deutschen Einwohner, von denen inzwischen viele zurückgekehrt waren, wurden ab Anfang 1946 in einer zentralen Aktion vertrieben.
Die letzten Einheiten der Sowjetarmee verließen die Stadt im Jahre 1956.
Mit der Regionalisierung Polens entstand 1999 die Woiwodschaft Ermland-Masuren mit Regierungssitz in Olsztyn. Im gleichen Jahr wurde hier die Universität Ermland-Masuren gegründet. Die Stadt wurde Sitz des Erzbistums Ermland der polnischen katholischen Kirche sowie der Diözese Masuren der polnischen Evangelisch-Augsburgischen Kirche. Seit 2020 ist sie zudem Sitz der ukrainisch griechisch-katholischen Eparchie Olsztyn-Danzig. Mit rund 175.000 Einwohnern und ca. 270.000 in der Agglomeration ist die Stadt auch die größte der Woiwodschaft.
Im Zuge der Demokratisierung wurde 1991 die Allensteiner Gesellschaft der deutschen Minderheit als Vertretung der in der Stadt ansässigen Deutschen gegründet. Ihr gehörten im Juni 2007 3.280 Menschen an, jedoch bezeichneten sich in der polnischen Volkszählung 2002 in der Stadt Olsztyn nur 431 als Deutsche.

### Demographie
| Jahr | Einwohner | Anmerkungen |
| ---- | --------- | --- |
| 1782 | 00> 2000  | in 283 Haushaltungen einschließlich der Vorstädte, ohne die Garnison (drei Kompanien Infanterie) |
| 1802 | 0≈ 02014  | [ 20 ] |
| 1810 | 0≈ 01601  | [ 20 ] |
| 1816 | 0≈ 02078  | davon 250 Evangelische, 1783 Katholiken und 45 Juden |
| 1821 | 0≈ 02427  | Kreisstadt, mit 307 Privatwohnhäusern sowie Garn- und Leinenhandel |
| 1831 | 0≈ 02808  | teils Polen, teils Deutsche |
| 1840 | 00≈ 2900  | [ 22 ] |
| 1871 | 0≈ 05514  | davon 500 Evangelische und 140 Juden (2180 Polen) |
| 1880 | 0≈ 07610  | [ 24 ] |
| 1890 | 0≈ 19.375 | davon 11.852 Katholiken, 7103 Evangelische und 420 Juden |
| 1900 | 0≈ 24.295 | mit der Garnison (Infanterieregimenter Nr. 150 und 151, Dragonerregiment Nr. 10 und Feldartillerieregiment Nr. 73), überwiegend Katholiken |
| 1910 | 0≈ 33.077 | mit der Garnison (5108 Mann), davon 19.960 Katholiken, 12.551 Evangelische, 78 sonstige Christen, 483 Juden (29.344 mit deutscher, 2249 mit polnischer und 99 mit masurischer Muttersprache, 1334 Einwohner sprechen deutsch und in einer anderen Sprache); 11 % Polen |
| 1925 | 0≈ 38.105 | davon 23.497 Katholiken, 13.858 Evangelische, 62 sonstige Christen und 612 Juden |
| 1933 | 0≈ 43.043 | davon 27.048 Katholiken, 15.393 Evangelische, fünf sonstige Christen und 448 Juden |
| 1939 | 0≈ 45.513 | davon 29.455 Katholiken, 15.811 Evangelische, 132 sonstige Christen und 138 Juden |

Allenstein Reiseprospekt 1930er Jahre.png
| Jahr | Einwohner | Anmerkungen  |
| ---- | --------- | ------------ |
| 1964 | 0≈ 72.500 | [ 26 ]       |
| 2012 | ≈ 175.482 |              |
| 2017 | ≈ 173.125 | (31.12.2017) |

## Politik

### Bürgermeister und Stadtpräsidenten
- Andreas Petrus Grunenberg (1809–1818)
- Karl Anton Ehlert (1818–1835)
- Jakob Rarkowski (1836–1865)
- Sakrzewski (1866–1875)
- von Roebel (1875–1877)
- Oskar Belian (1877–1908)
- Georg Zülch (1908–1932, DNVP)
- Otto Gilka (1932–1933, Zentrum)
- Friedrich Schiedat (1933–1945, NSDAP)
- Bronisław Latosiński (1945), kommissarisch[27]
- Tadeusz Pałucki (1945–1948)[27]
- Stefan Nafalski (1948–1949)[27]
- Czesław Browiński (1949–1950)[27]
- Franciszek Kurzynoga (1950–1953)[27]
- Romuald Nowak (1953–1958)[27]
- Julian Molenda (1958–1969)[27]
- Karol Iwański (1969–1971)[27]
- Jerzy Grelewski (1971–1977)[27]
- Marek Różycki (1977–1990)[27]
- Jerzy Bukowski (1990–1992)[28]
- Józef Grzegorczyk (1992–1994)
- Andrzej Ryński (1994–1998)[29]
- Janusz Cichoń (1998–2001)[30]
- Czesław Jerzy Małkowski (2001–2008)
- Tomasz Głażewski (2008–2009), kommissarisch
- Piotr Grzymowicz (2009–2024)
- Robert Szewczyk (seit 2024)

An der Spitze der Stadtverwaltung steht ein Stadtpräsident, der von der Bevölkerung direkt gewählt wird. Ab 2009 war dies Piotr Grzymowicz, der 2024 nicht erneut antrat. Seither ist Robert Szewczyk von der Platforma Obywatelska neuer Amtsinhaber.
Bei der Wahl 2024 trat Grzymowicz nicht mehr an. Die Abstimmung brachte daraufhin folgendes Ergebnis:
- Robert Szewczyk (Koalicja Obywatelska) 32,8 % der Stimmen
- Czesław Jerzy Małkowski (Wahlkomitee Czesław Jerzy Małkowski) 21,2 % der Stimmen
- Grzegorz Smoliński (Prawo i Sprawiedliwość) 15,5 % der Stimmen
- Marcin Możdżonek (Wahlkomitee „Marcin Moźdźonek – Besseres Olsztyn“) 13,5 % der Stimmen
- Mirosław Arczak (Wahlkomitee „Gemeinsam für Olsztyn“) 9,7 % der Stimmen
- Monika Rogińska-Stanulewicz (Trzecia Droga) 3,7 % der Stimmen
- Bartosz Grudzela (Lewica) 3,6 % der Stimmen

In der daraufhin nötigen Stichwahl setzte sich Szewczyk mit 53,5 % der Stimmen knapp gegen den bis 2008 amtierenden Stadtpräsidenten Małkowski durch und wurde neuer Amtsinhaber.
Bei der Wahl 2018 trat Grzymowicz erneut mit seinem eigenen Wahlkomitee an, das auch von der PSL unterstützt wurde. Die Abstimmung brachte folgendes Ergebnis:
- Piotr Grzymowicz (Wahlkomitee Piotr Grzymowicz) 33,8 % der Stimmen
- Czesław Jerzy Małkowski (Wahlkomitee Czesław Jerzy Małkowski) 30,7 % der Stimmen
- Michał Wypij (Prawo i Sprawiedliwość / Porozumienie) 19,0 % der Stimmen
- Monika Falej (Wahlkomitee „Gemeinsam für Olsztyn“) 6,2 % der Stimmen
- Beata Bublewicz (Koalicja Obywatelska) 5,3 % der Stimmen
- Krzystof Kacprzycki (Sojusz Lewicy Demokratycznej / Lewica Razem) 2,1 % der Stimmen
- Übrige 2,9 % der Stimmen

In der daraufhin nötigen Stichwahl setzte sich der Amtsinhaber Grzymowicz mit 54,5 % der Stimmen knapp gegen seinen bis 2008 amtierenden Vorgänger Małkowski durch. Nachdem im November 2019 die regionale Staatsanwaltschaft Białystok Ermittlungen gegen Grzymowicz wegen Amtspflichtverletzungen im Zusammenhang mit Verträgen mit dem Europäischen Zentrum für soziale Entwicklung aufnahm, reichte eine Initiative einen Antrag auf ein Abwahlreferendum ein, erreichte aber nicht die nötige Anzahl an Unterschriften.

### Stadtrat
Der Stadtrat besteht aus 25 Mitgliedern und wird direkt gewählt. Die Stadtratswahl 2024 führte zu folgendem Ergebnis:
- Koalicja Obywatelska (KO) 34,2 % der Stimmen, 12 Sitze
- Prawo i Sprawiedliwość (PiS) 20,8 % der Stimmen, 8 Sitze
- Wahlkomitee Czesław Jerzy Małkowski 10,1 % der Stimmen, 2 Sitze
- Wahlkomitee „Marcin Moźdźonek – Besseres Olsztyn“ 9,7 % der Stimmen, 1 Sitz
- Wahlkomitee Piotr Grzymowicz 7,3 % der Stimmen, 1 Sitz
- Wahlkomitee „Gemeinsam für Olsztyn“ 7,3 % der Stimmen, 1 Sitz
- Trzecia Droga (TD) 5,6 % der Stimmen, kein Sitz
- Lewica 5,1 % der Stimmen, kein Sitz

Die Stadtratswahl 2018 führte zu folgendem Ergebnis:
- Koalicja Obywatelska (KO) 26,8 % der Stimmen, 9 Sitze
- Prawo i Sprawiedliwość (PiS) 22,8 % der Stimmen, 7 Sitze
- Wahlkomitee Piotr Grzymowicz 15,3 % der Stimmen, 4 Sitze
- Wahlkomitee Czesław Jerzy Małkowski 14,6 % der Stimmen, 4 Sitze
- Wahlkomitee „Gemeinsam für Olsztyn“ 8,3 % der Stimmen, 1 Sitz
- Wahlkomitee „Wir lieben Olsztyn“ 4,9 % der Stimmen, kein Sitz
- Kukiz’15 3,8 % der Stimmen, kein Sitz
- Sojusz Lewicy Demokratycznej (SLD) / Lewica Razem (Razem) 3,5 % der Stimmen, kein Sitz

### Wappen

#### Historisches Wappen

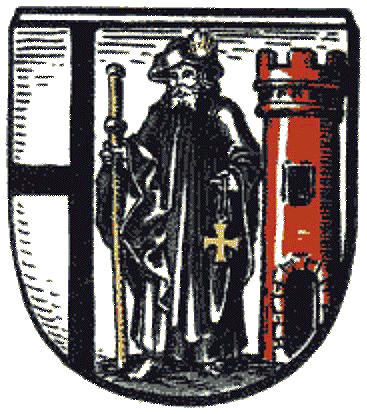
Historisches Wappen

Blasonierung: „In Silber Sankt Jakobus in blauer Pilgertracht mit Stab und Muschelhut, stehend zwischen einem halben, schwarzen Ordenskreuz und einem roten Zinnenturm.“
Das älteste, wohl gleich nach Erteilung des Kulmer Rechtes, 1353, gefertigte SIGILLVM CIVITATIS ALLENSTEIN zeigt im gegitterten Felde allein den stehenden heiligen Jakob mit dem Pilgerstabe in der Rechten und einer Pilgermuschel in der linken Hand. Ähnlich das wenig spätere SECRETVM CIVITATIS ALLINSTEIN, dessen Bronzestempel noch erhalten ist. Ähnlich auch die Siegel des 16. Jahrhunderts, während erst im 18. Jahrhundert der Turm und das halbe Ordenskreuz dazu in den Schild genommen worden sind.

### Städtepartnerschaften
Die Stadt Gelsenkirchen übernahm 1952 eine Patenschaft für ehemalige Allensteiner (bis 1945), die nun in der Bundesrepublik Deutschland leben. 1992 ging hieraus eine Städtepartnerschaft hervor.
Insgesamt nennt Olsztyn aktuell folgende elf Partnerstädte und Kooperationen:
| Stadt         | Land               | seit | Typ           |
| ------------- | ------------------ | ---- | ------------- |
| Calpe         | Spanien            | 1989 | Partnerschaft |
| Châteauroux   | Frankreich         | 1991 | Partnerschaft |
| Gelsenkirchen | Deutschland        | 1992 | Partnerschaft |
| Halmstad      | Schweden           | 2003 | Kooperation   |
| Kaliningrad   | Russland           | 1993 | Partnerschaft |
| Luzk          | Ukraine            | 1997 | Partnerschaft |
| Offenburg     | Deutschland        | 1999 | Partnerschaft |
| Perugia       | Italien            | 2004 | Kooperation   |
| Richmond      | Vereinigte Staaten | 1995 | Partnerschaft |
| Rovaniemi     | Finnland           | 1976 | Partnerschaft |
| Sønderborg    | Dänemark           | 1994 | Kooperation   |

## Wirtschaft und Infrastruktur
Wirtschaftlich bedeutend ist vor allem die zu Michelin gehörende Reifenfabrik (früher „Stomil“), die größte ihrer Art in Polen, sowie die holzverarbeitende Industrie. Zunehmend profitiert die Stadt aber auch vom Fremdenverkehr, der sich zu einem neuen Wirtschaftszweig entwickelte. Eine gute Anbindung z. B. nach Berlin und Krakau besteht über den Mitte Januar 2016 eröffneten Flughafen Olsztyn-Mazury – zwischen Olsztyn und Airport besteht S-Bahn-Anschluss in etwa 40 Minuten, aber auch durch die Express-Busverbindungen zwischen vielen großen Städten wie Warschau, Danzig, Berlin oder Kaliningrad. Olsztyn ist Sitz verschiedener kultureller und wissenschaftlicher Einrichtungen, wie des deutsch-polnischen Verbandes Borussia. In Olsztyn gibt es auch eine Lebensmittelproduktion wie von Honig oder gefrorenen Produkten von Chłodnia Olsztyńska. Die Stadt ist Sitz des Geflügelwarenherstellers Indykpol.

### Verkehr

#### Straßen
In der Stadt kreuzen sich die – zum Teil schon als Schnellstraßen ausgebauten – Landesstraßen DK 16, DK 51 und DK 53 mit den Woiwodschaftsstraßen DW 527, DW 598 und DW 660.

#### Schienen
Mit der 1873 erfolgten Anbindung an die Preußische Ostbahn wurde für Allenstein in der Folgezeit ein Anschluss an eine wichtige Fernverkehrszuglinie ermöglicht, welche von Berlin über Küstrin, Schneidemühl, Bromberg, Thorn, Allenstein, Korschen, Insterburg, Tilsit nach Memel führte.
Von der bis Korsze (Korschen) elektrifizierten, zweigleisigen Hauptstrecke Toruń–Tschernjachowsk (Thorn–Insterburg), einer 1873 errichteten Zweigstrecke der ehemaligen Preußischen Ostbahn, zweigen hier nach Südosten die Bahnstrecke Olsztyn–Ełk sowie nach Nordwesten die Bahnstrecke Olsztyn–Bogaczewo ab, die Teile der Querverbindung Danzig–Marienburg–Allenstein–Lyck bilden. Nach Süden verläuft die Bahnstrecke Działdowo–Olsztyn. Die Stadt hat einen Hauptbahnhof (Olsztyn Główny) und einen weiteren Bahnhof Olsztyn Zachodni am Altstadtzentrum.
In der Stadt verkehrte von 1907 bis 1965 eine elektrische Straßenbahn, die von 1939 bis 1971 durch einen Obusbetrieb ergänzt wurde. 2011 wurde ein Bauvertrag für die Wiedereinführung der Straßenbahn unterschrieben. Es sollten drei Streckenäste mit einer Gesamtlänge von 11,5 km und 19 Haltestellen erstellt werden. Die Strecken verbinden den Bahnhof, die Altstadt und die Universität. 15 Tramino-Niederflurstraßenbahnen wurden bestellt, 2014 sollten die Strecken eröffnet werden. Die Eröffnung erfolgte am 19. Dezember 2015.

#### Luft
Der Flughafen Olsztyn-Mazury liegt rund 60 Kilometer südöstlich. Im Stadtteil Dajtki (deutsch Deuthen) besteht der Landeplatz Olsztyn-Dajtki.
Der ehemalige Flughafen Allenstein/Deuthen wurde zwischen 1. Juni 1926 und Oktober 1927 im Liniendienst von der Lufthansafluglinie Marienburg–Elbing–Allenstein bedient. Der Linienflug endete mit der Einstellung der Subventionen durch den Staat. Mit dem Flughafen war Alleinstein an das deutsche Flugpostnetz angeschlossen. Im Zweiten Weltkrieg diente der Flugplatz als Etappenflugplatz und zur Pilotenausbildung.
Seit 2018 bedient die ungarische Fluglinie WizzAir den Flughafen zwei Mal wöchentlich von Dortmund aus.
Daneben gibt es noch den ehemaligen Militärflugplatz Grieslienen, der 1945 zwei befestigte Start- und Landebahnen mit 1100 und 900 Metern besaß und ebenfalls für eine Reaktivierung im Gespräch ist.

## Sehenswürdigkeiten

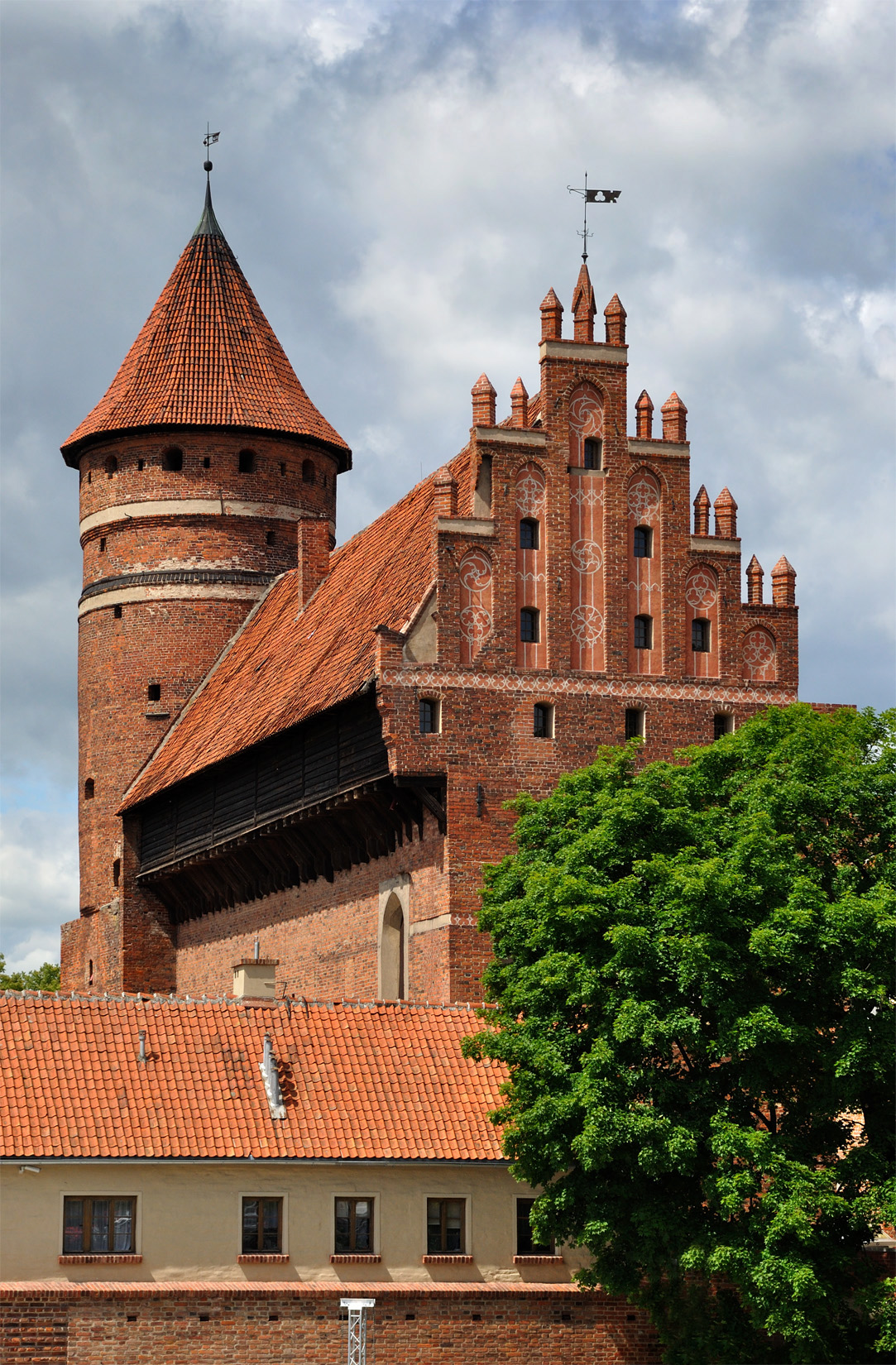
Burg Allenstein

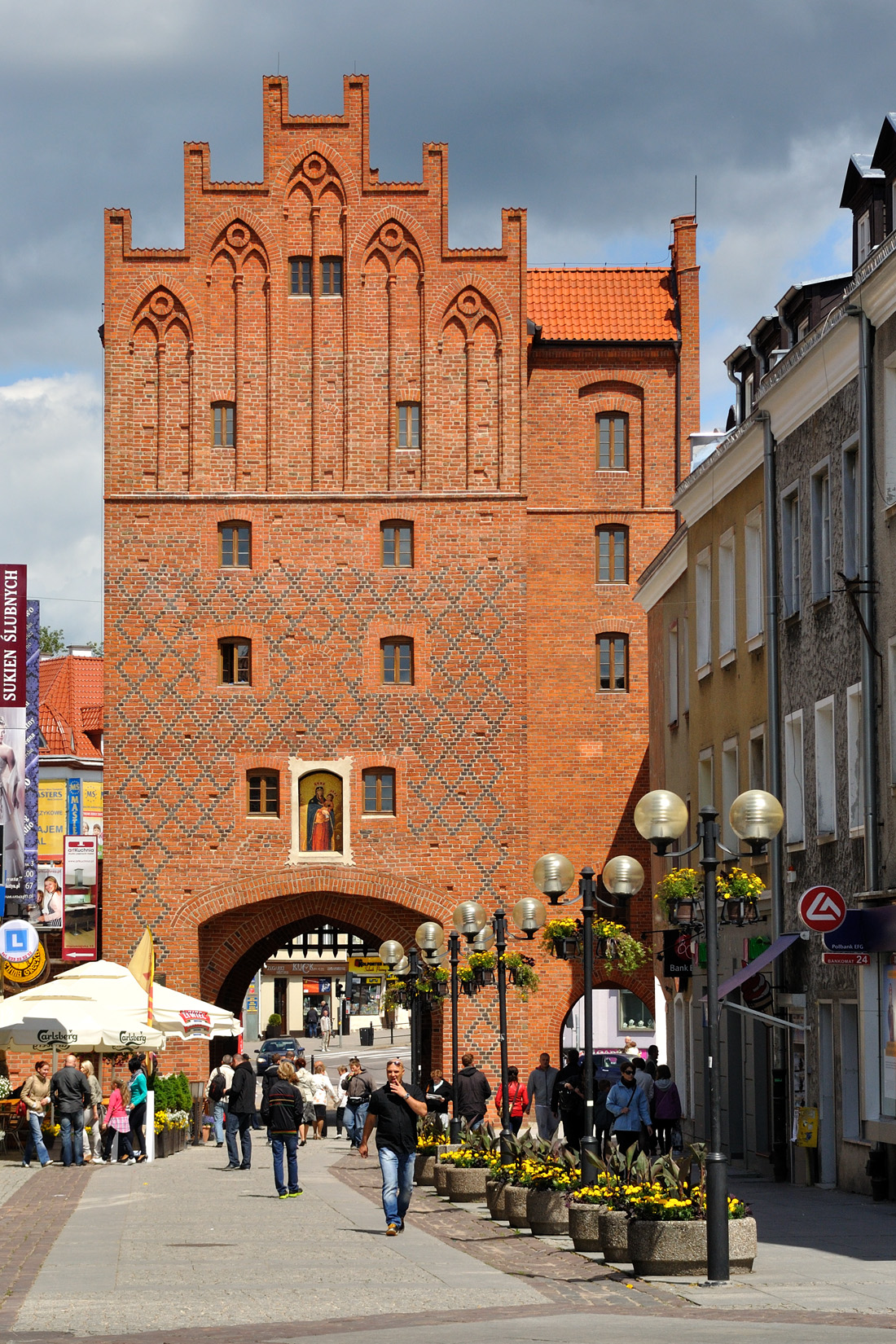
Hohes Tor

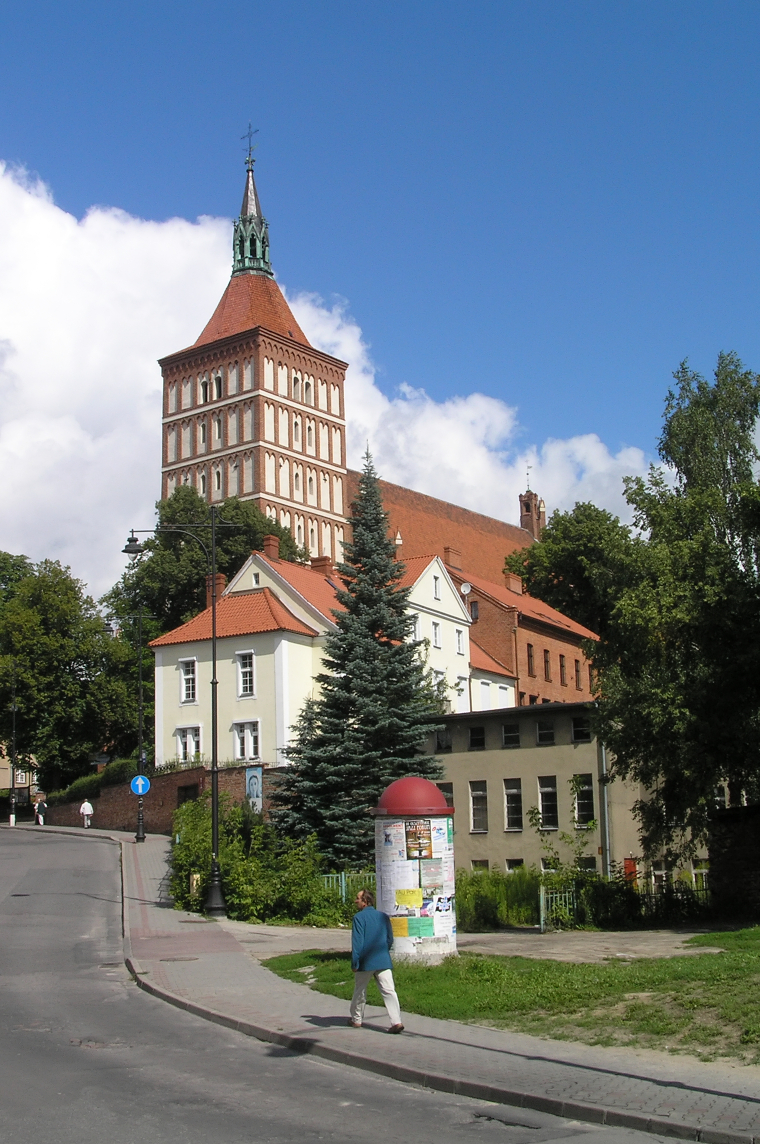
St.-Jakobus-Kirche

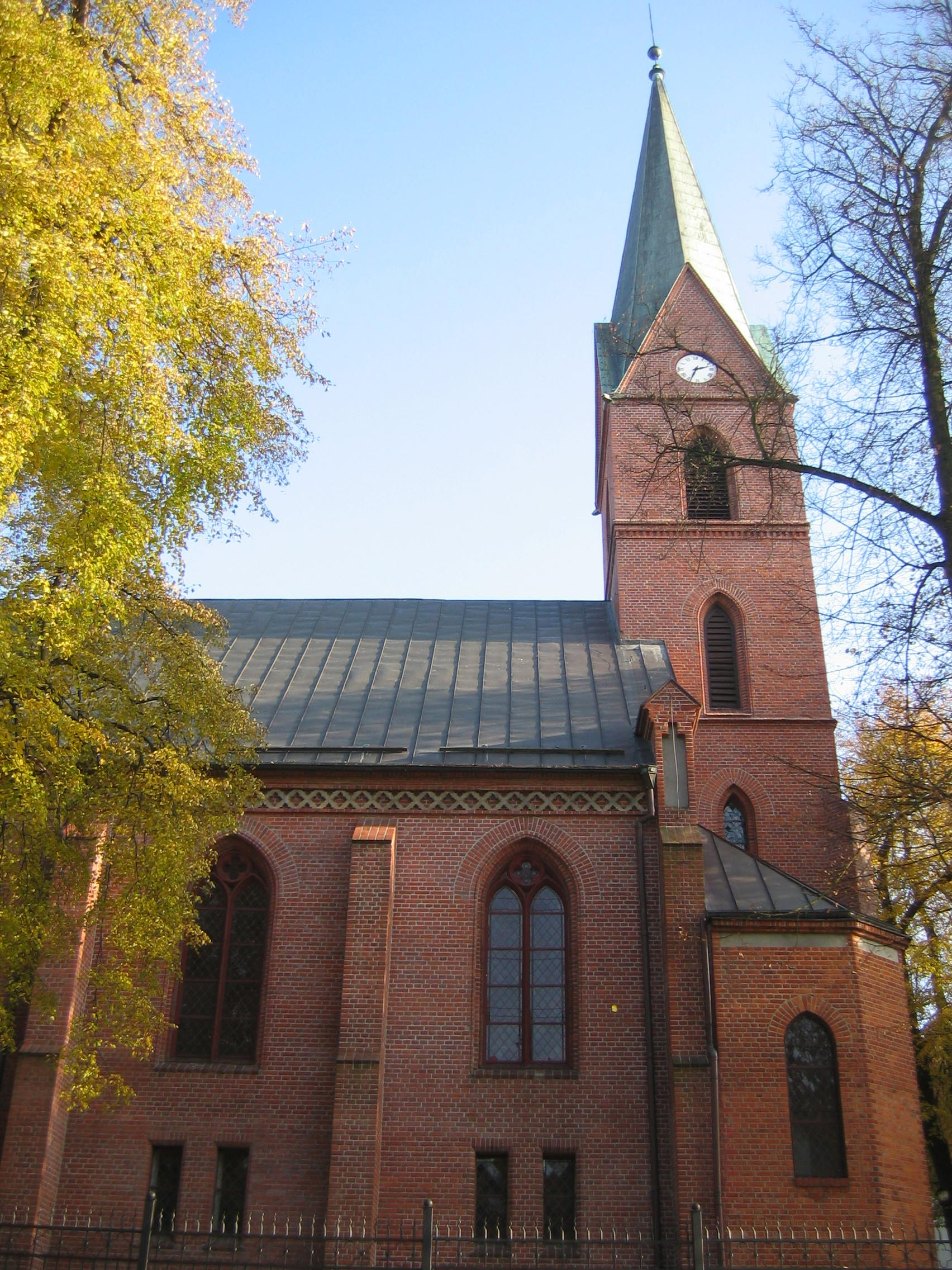
Evangelische Erlöserkirche

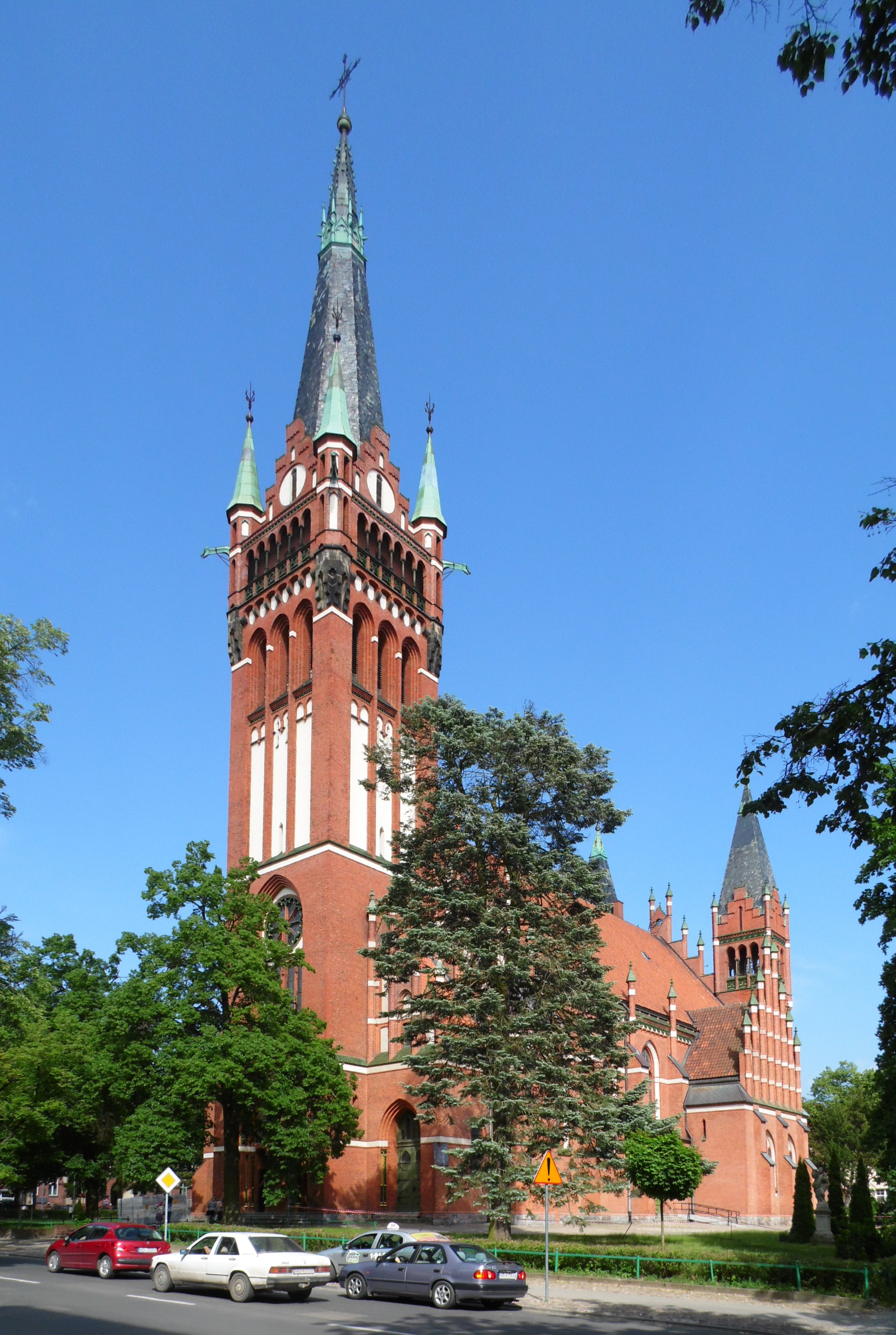
Herz-Jesu-Kirche

- Burg Allenstein, in der ehemaligen Ordensburg des ermländischen Domkapitels mit zwei mittelalterlichen Backsteinflügeln und einem barock-klassizistischen Flügel aus dem 18. Jahrhundert ist das Museum für Ermland und Masuren untergebracht.
- Die St.-Jakobus-Kirche wurde Anfang des 15. Jahrhunderts errichtet und ist heute neben dem Frauenburger Dom erzbischöfliche Konkathedrale. In dem gotischen Backsteinbau sind beachtliche Zellengewölbe erhalten.
- Das Hohe Tor sowie erhaltene Abschnitte der mittelalterlichen Stadtmauer
- Altes Rathaus, spätgotisch, restauriert zum 750. Jubiläum der Stadtgründung 2003; das historische Glockenspiel des Rathauses befindet sich seit 1945 in Taschkent[44]
- Barocke Jerusalem-Kapelle
- Neugotische evangelische Erlöserkirche, 1876/1877 errichtet, 1899 ausgebaut
- Neugotische Herz-Jesu-Kirche vom Königsberger Architekt Heitmann 1902–1905 erbaut (Turm-Kopie nach Vorbild des Königsberger Schlosses)
- Neuromanische Josephskirche von Heitmann 1912
- Garnisonkirche, wurde 1915 errichtet.
- Haus der rituellen Reinigung Bet Tahara am jüdischen Friedhof, einziges verbliebenes Zeugnis jüdischen Lebens, 1913 erbaut nach Plänen des in Allenstein geborenen Architekten Erich Mendelsohn, gleichzeitig einziges Gebäude von ihm in Allenstein
- Neubarockes Neues Rathaus von 1912 bis 1916 mit dem so genannten Russenerker (Originalreliefs mit den die Kriegsereignisse 1914 darstellenden Szenen nicht mehr erhalten)
- Stefan-Jaracz-Theater, errichtet als Theater „Der Treudank“, am 29. September 1925 eröffnet, nach den Plänen des örtlichen Architekten August Feddersen
- Der Sendemast für UKW und TV in Olsztyn-Pieczewo ist mit einer Höhe von 360 Metern seit dem Einsturz des Sendemasts von Radio Warschau in Konstantynów das höchste Bauwerk in Polen.
- In der Borkener Heide etwa 130 km von Olsztyn entfernt wurden 2011 80 frei lebende Wisente gezählt. Die Vorfahren dieser Tiere stammen aus einer Nachzucht und entkamen schon vor längerem aus dem Gehege.[45]
- Das Centrum Techniki i Rozwoju Regionu „Muzeum Nowoczesności“ w Olsztynie wurde 2014 eröffnet.
- Der Park der Erinnerung (Park Pamięci Śródmieście) erinnert an den dortigen früheren evangelischen Friedhof und die dort bestatteten vor allem deutschen Einwohner.[46]

## Persönlichkeiten

### Ehrenbürger
- Karl Roensch (1858–1921), Fabrikbesitzer, Stadtverordnetenvorsteher und Handelskammerpräsident in Allenstein
- Friedrich von Berg-Markienen (1866–1939), preußischer Offizier, Beamter und Politiker.
- Erwin Kruk (1941–2017), Stimme und literarisches Gedächtnis Masurens

### Söhne und Töchter der Stadt
- Johannes Knolleisen (1450–1513), Akademiker
- Lucas David (1503–1583), preußischer Historiker
- Anton Blank (auch Jan Antoni Blank-Białecki; 1785–1844), klassizistischer Porträtmaler
- Hugo Laemmer (1835–1918), katholischer Theologe und Professor an der Universität Breslau
- Franz Hipler (1836–1898), deutscher Historiker und Theologe
- Justus Rarkowski (1845–1895), Stadtrat, Brauereibesitzer und Mitglied des Deutschen Reichstags
- Hugo Haase (1863–1919), deutscher Politiker (SPD, USPD), MdR, Mitglied im Rat der Volksbeauftragten
- Franz Justus Rarkowski (1873–1950), deutscher katholischer Militärbischof (1938–45)
- Gertrud Wronka (1881–1952), deutsche Lehrerin und Politikerin (Zentrum, CDU)
- Paul von Essen (1886–1933), deutscher Gewerkschafter, Mordopfer der Köpenicker Blutwoche (SPD)
- Erich Mendelsohn (1887–1953), deutscher Architekt des Expressionismus
- Bruno Hermann (1888–1957), deutscher Politiker (SPD)
- Olga Desmond (1890–1964), deutsche Tänzerin und Filmschauspielerin
- Benno Böhm (1891–1969), deutscher Philologe, Oberstudiendirektor
- Helmuth von Ilsemann (1891–1957), deutscher Generalmajor im Zweiten Weltkrieg
- Hermann zu Dohna-Finckenstein (1894–1942), Politiker und Rittergutsbesitzer
- Fritz Freitag (1894–1945), SS-Brigadeführer und Generalmajor der Waffen-SS und Polizei
- Richard-Wilhelm Haase (1895–nach 1950), deutscher Politiker (CDU)
- Kurd von Bülow (1899–1971), deutscher Geologe
- Fritz Antek Berger (1900–1973), Kapitän zur See, Ritterkreuzträger
- Werner Horn (1903–1978), Kartograf
- Leo Schrade (1903–1964), deutsch-US-amerikanischer Musikwissenschaftler
- Horst Ebel (1905–nach 1963), deutscher Verwaltungsbeamter
- Helmuth Koschorke (1905–1980), deutscher Polizeibeamter, zuletzt SS-Sturmbannführer, und Sachbuchautor
- Ingrid Wagner-Andersson (1905–1970), deutsche Künstlerin und Malerin
- Wilhelm Girnus (1906–1985), deutscher Literaturwissenschaftler und Kommunist
- Volkmar Hopf (1906–1997), nationalsozialistischer Jurist, während der NS-Diktatur Landrat im okkupierten Protektorat Böhmen und Mähren und nach Kriegsende Staatssekretär im Bundesverteidigungsministerium und Präsident des Bundesrechnungshofes
- Karl-Hermann Zülch (1907–1985), deutscher Jurist und Landrat
- Ernst Meyer (1908–1972), Vorsitzer des Präsidiums vom Gesamtverband der Deutschen Versicherungswirtschaft
- Paul Kewitsch (1909–1997), römisch-katholischer Priester und Sachbuchautor
- Udo Klausa (1910–1998), Landrat und Landesdirektor
- Klaus-Joachim Zülch (1910–1988), deutscher Neurowissenschaftler
- Heinz Abraham (1911–1992), deutscher Politiker
- Elisabeth Schnitzler (1912–2003), deutsche Archivarin
- Claus Peter Volkmann (1913–2002), deutscher Jurist, Nationalsozialist, Journalist und Autor
- Kurt Baluses (1914–1972), deutscher Fußballspieler und Trainer des VfB Stuttgart
- Erich Goede (1916–1949), deutscher Fußball-Nationalspieler
- Heinz Goerke (1917–2014), deutscher Mediziner und Medizinhistoriker
- Georg Hermanowski (1918–1993), deutscher Schriftsteller, Historiker, Übersetzer
- Georg Schimanski (1919–1992), deutscher Kameramann
- Brigitte Sarry (1920–2017), deutsche Chemikerin und Professorin an der TU Berlin
- Willi Schlesier (1921–unbekannt), deutscher Gewerkschafter, Politiker, Volkskammerabgeordneter der DDR
- Hans-Jürgen Wischnewski (1922–2005), deutscher Politiker (SPD), MdB, Bundesminister für wirtschaftliche Zusammenarbeit
- Eberhard Lilienthal (1923–2013), deutscher Architekt, Stadtplaner und Beigeordneter in Neuss
- Gerd-Helmut Komossa (1924–2018), deutscher Generalmajor a. D.
- Wolfgang Gesemann (1925–2014), deutscher Slawist, Balkanologe und Hochschullehrer
- Curt Lowens (1925–2017), deutscher Schauspieler und ein Überlebender des Holocaust
- Christel Guillaume (1927–2004), Agentin des MfS der DDR, Ehefrau von Günter Guillaume
- Klaus Kowalski (* 1929), deutscher Bildhauer, Medailleur, Grafiker und Hochschullehrer
- Leonhard Pohl (1929–2014), deutscher Leichtathlet
- Gerhard Naujokat (1932–2017), deutscher evangelischer Pastor, Jugend-, Ehe- und Familienberater und Publizist
- Helmut Frenz (1933–2011), deutscher evangelisch-lutherischer Bischof und Hochschullehrer
- Erich Zakowski (1933–2023), deutscher Gründer und Leiter des Rennteams Zakspeed
- Wolfgang Milde (1934–2011), deutscher Handschriftenwissenschaftler und Bibliotheksdirektor
- Herbert Monkowski (1934–2023), deutscher Publizist und Bundesverdienstkreuzträger
- Karl-Heinz Hopp (1936–2007), deutscher Ruderer und Moderner Fünfkämpfer
- Ulrich Schulz (* 1937), deutscher Ingenieur, Hochschullehrer und Kunstsammler
- Klaus Endrikat (1939–2023), deutscher Grafiker und Hochschullehrer in Aachen
- Franz Erdmann (* 1939), deutscher Generalmajor der Nationalen Volksarmee
- Winrich Langer (* 1939), deutscher Rechtswissenschaftler und Hochschullehrer
- Gernot Tromnau (* 1939), deutscher Lehrer und Museumsdirektor
- Dietmar Artzinger-Bolten (1940–2023), deutscher Jurist, Politiker und Fußballfunktionär
- Wolf Lepenies (* 1941), deutscher Soziologe, Wissenschaftspolitiker und Schriftsteller
- Claus-Michel Mike Steiner (1941–2012), Maler, Filmkünstler und Pionier der Videokunst
- Jörg Ebner (1942–2015), deutscher Radiomoderator
- Karla Schefter (* 1942), deutsche Person der humanitären Arbeit und Bundesverdienstkreuzträgerin
- Dieter Mietz (* 1943), deutscher Fußballspieler, Olympiateilnehmer
- Paul Neumann (* 1943), deutscher Übersetzer für Polnisch und Russisch
- Winfried Materna (* 1944), deutscher Akademiker und Unternehmer
- Werner Papke (1944–2019), deutscher Naturwissenschaftshistoriker und Religionswissenschaftler
- Maciej Cisło (1947–2023), Schriftsteller, Lyriker und Übersetzer
- Jacek Jezierski (* 1949), katholischer Weihbischof im Erzbistum Ermland
- Bronisław Wildstein (* 1952), Freimaurer, Journalist und Schriftsteller
- Henryka Krzywonos (* 1953), Aktivistin der polnischen Gewerkschaft Solidarność
- Juliusz Machulski (* 1955), Regisseur und Filmproduzent
- Stanisław Piechocki (1955–2005), Verwaltungsjurist, Heimatforscher und Sachbuchautor
- Izabela Trojanowska (* 1955), Schauspielerin und Sängerin
- Peter Krebs (* 1957), deutscher Handballspieler und Sportjournalist
- Leszek Górski (1961–2025), Schwimmer
- Krzysztof Hołowczyc (* 1962), Rallyefahrer und Politiker
- Janusz Ostrowski (* 1964), polnischer Geistlicher, Weihbischof im Erzbistum Ermland
- Piotr Paweł Wiwczarek (* 1965), Heavy-Metal-Musiker, Gitarrist/Sänger der Band Vader
- Joanna Kos-Krauze (* 1972), Filmregisseurin und Drehbuchautorin
- Marcin Lemiszewski (* 1974), Musiker, Komponist, Autor, Pädagoge
- Marius Kuklik (* 1978), deutscher Künstler und Designgrafiker
- Łukasz Kadziewicz (* 1980), Volleyballnationalspieler
- Robert Szewczyk (* 1980), Politiker
- Wojciech Grzyb (* 1981), Volleyballnationalspieler
- Marek Rutkiewicz (* 1981), Radrennfahrer
- Julia Marcell (* 1982), Sängerin und Pianistin
- Laureen Pink (* 1983), Pornodarstellerin
- Daniel Żółtak (* 1984), Handballnationalspieler
- Małgorzata Jasińska (* 1984), Radrennfahrerin
- Tomasz Zahorski (* 1984), Fußballnationalspieler
- Johanna Goliszewski (* 1986), deutsche Badmintonnationalspielerin
- Adrian Mierzejewski (* 1986), Fußballnationalspieler
- Kacper Kozłowski (* 1986), Leichtathlet
- Rafał Gikiewicz (* 1987), Fußballtorhüter
- Peter Posniak (* 1987), Schauspieler und Sprecher
- Kashira Stocka (* 1987), Tänzerin und Choreographin
- Karolina Bednarek (* 1988), Volleyball- und Beachvolleyballspielerin
- Filip Kurto (* 1991), Fußballtorhüter
- Damian Przytuła (* 1998), Handballspieler
- Urszula Łunio (* 2004), Beachvolleyballspieler
- Anastazja Kuś (* 2007), Sprinterin

### Sonstige mit der Stadt in Verbindung stehende Persönlichkeiten
- Johannes von Leysen (1310–1388), Stadtgründer

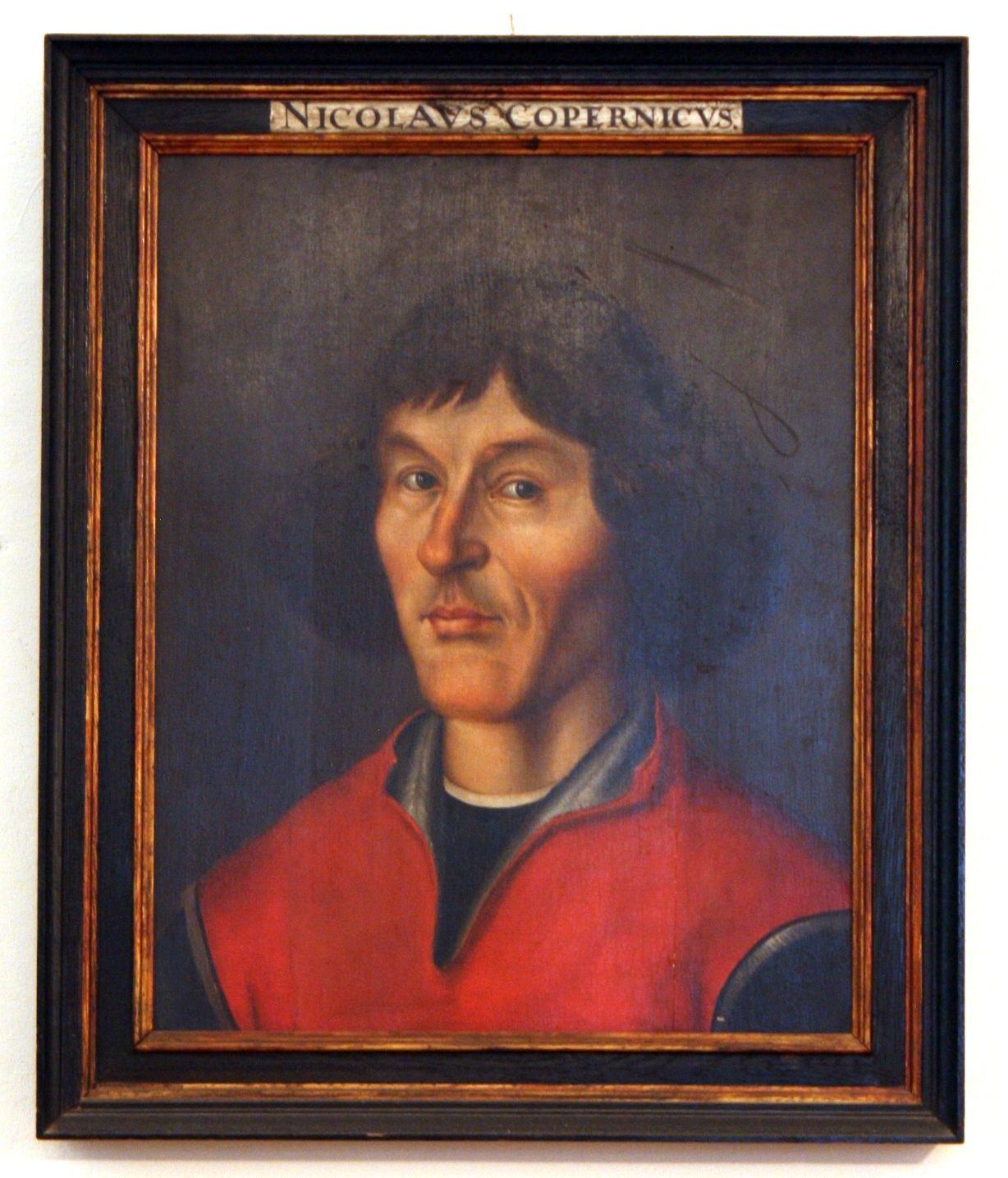
Nikolaus Kopernikus, Porträt aus dem Stadtmuseum

- Nikolaus Kopernikus (1473–1543), residierte 1520 als Kanzler des Ermländer Domkapitels in Allenstein
- Karl Roensch (1858–1921), Stadtverordnetenvorsteher von 1885 bis 1919 in Allenstein
- August Trunz (1875–1963), Landwirtschaftsrat und Gründer der Prussica-Sammlung Trunz
- Erich Trunz (1905–2001), Germanist und ordentlicher Professor für Neuere deutsche Sprache und Literatur, Sohn von August Trunz, machte 1925 sein Gymnasialabitur in Allenstein
- Feliks Nowowiejski (1877–1946), Komponist und Orgelvirtuose, Organist an der Jakobus-Kirche in Allenstein von 1898 bis 1900
- Hubert Hönnekes (1880–1947), Oberlehrer an der Kopernikus-Schule, Mitglied des Ostpreußischen Provinziallandtages, Mitglied des Deutschen Reichstages 1930–1933
- Maximilian Kaller (1880–1947), von 1930 bis 1947 Bischof von Ermland
- Hedwig Bienkowski-Andersson (1904–1984), Essayistin und Schriftstellerin; von 1905 bis 1939 in Allenstein
- Gerhard Fittkau (1912–2004), Sekretär des Bischofs Maximilian Kaller
- Günter Wand (1912–2002), dirigierte hier von 1934 bis 1938
- Annemarie Suckow von Heydendorff (1912–2007), Bildhauerin; lebte 10 Jahre in Allenstein
- Mieczysław Moczar (1913–1986), von 1948 bis 1952 Woiwode in Olsztyn
- Józef Glemp (1929–2013), von 1979 bis 1981 Bischof von Ermland mit Sitz in Olsztyn
- Erwin Kruk (1941–2017), Schriftsteller, „Stimme und literarisches Gedächtnis Masurens“
- Rudolf Bażanowski (* 1953), seit 1992 Bischof der Diözese Masuren der Evangelisch-Augsburgischen Kirche in Polen; ist seit 1997 in Olsztyn tätig
- Alois Bulitta (1897–1971), Schüler des Allensteiner Gymnasiums, Diplom-Handelslehrer in Allenstein, promovierter Diplom-Volkswirt, Oberregierungs- und Schulrat, Slawist und Polnischlektor, Bundesverdienstkreuzträger sowie Sach- und Schulbuchautor
- Arno Bulitta (1921–1995), Schüler des Allensteiner Gymnasiums, Chefarzt, Vertriebenen- und Lokalpolitiker, Stv. Bürgermeister, Bundesverdienstkreuzträger
- Karol Jabłoński (* 1962), Segelsportler mit Heimatclub in Olsztyn
- Marcel Krueger (* 1977), Schriftsteller, Stadtschreiber von Olsztyn 2019

## Sport

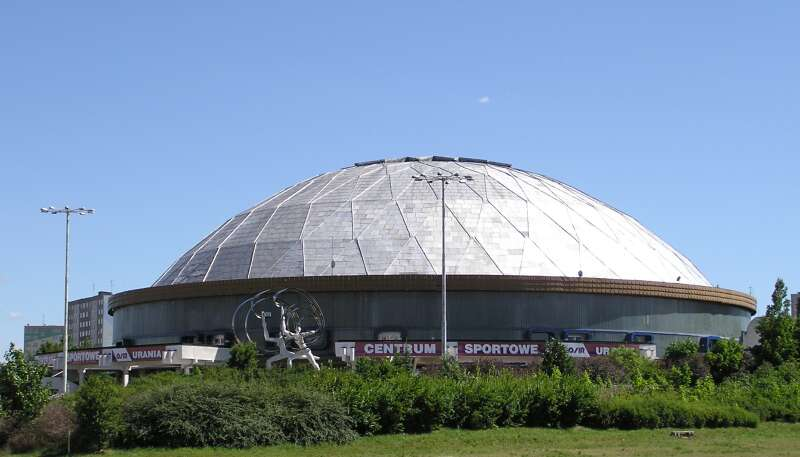
Hala Urania

In Olsztyn sind mehrere Sportvereine ansässig, einer der bekanntesten Vereine ist OKS Stomil Olsztyn. Der Klub spielte insgesamt acht Saisons in der Ekstraklasa, der höchsten polnischen Fußballliga, und sieben Saisons in der zweiten Liga. Im April 2025 spielte der Klub in der zweiten Liga. Daneben spielt in Olsztyn der fünffache polnische Volleyball-Meister und siebenfache Pokalsieger Indykpol AZS Olsztyn, der auch acht Vize-Meisterschaften und acht dritte Plätze vorweisen kann. Der Klub spielt regelmäßig um die polnische Volleyball-Meisterschaft mit und nimmt an internationalen Wettbewerben teil. Der Klub stellt mehrere polnische und internationale Volleyball-Nationalspieler und spielt wie der Handball-Erstligist Warmia Anders Group Społem Olsztyn in der Hala Urania. Dies ist eine Mehrzweckhalle, die ca. 2.500 Zuschauern Platz bietet.
In Olsztyn findet jährlich das Hubert Wagner Memorial statt, ein internationales Volleyball-Turnier. Außerdem ist Olsztyn öfters Etappenort der Tour de Pologne (zuletzt 2008).

## Historische Literatur
- Allenstein, Regierungsbezirk Allenstein, Ostpreußen, in: Meyers Gazetteer, mit Eintrag aus Meyers Orts- und Verkehrslexikon, Ausgabe 1912, sowie einer historischen Landkarte der Umgebung von Allenstein (meyersgaz.org).
- Johann Friedrich Goldbeck: Volständige Topographie des Königreichs Preussen. Teil I: Topographie von Ost-Preussen. Königsberg/Leipzig 1785, S. 23, Nr. 7).
- August Eduard Preuß: Preußische Landes- und Volkskunde oder Beschreibung von Preußen. Ein Handbuch für die Volksschullehrer der Provinz Preußen, so wie für alle Freunde des Vaterlandes. Gebrüder Bornträger, Königsberg 1835, S. 507, Nr. 98.
- Heinrich Gottfried Philipp Gengler: Regesten und Urkunden zur Verfassungs- und Rechtsgeschichte der deutschen Städte im Mittelalter. Erster Band. Enke, Erlangen 1863, S. 20 (Volltext, Google).